# Perro subtilipes
Perro subtilipes är en spindelart som först beskrevs av Andrei V. Tanasevitch 1985.  Perro subtilipes ingår i släktet Perro och familjen täckvävarspindlar. Inga underarter finns listade i Catalogue of Life.